# Estadio Leonardo Palacios
El estadio Leonardo Palacios es un estadio multiusos. Está ubicado en la ciudad de Tena, en Ecuador. Es usado mayoritariamente para la práctica del fútbol. Tiene capacidad para 2000 espectadores. Fundado el 1 de enero del 2000.

## Historia

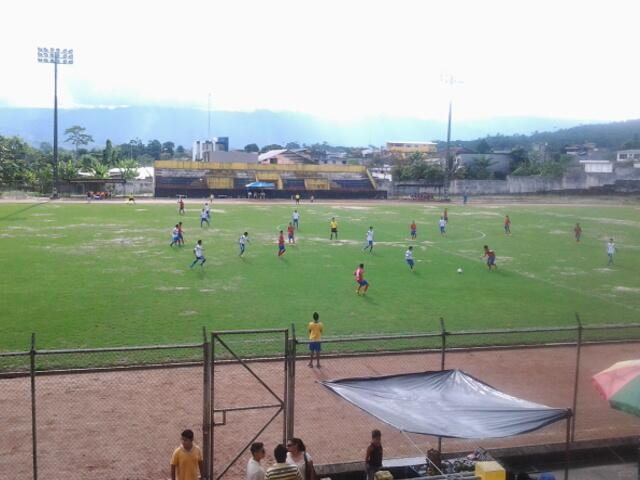
Vista desde la tribuna

Desempeña un importante papel en el fútbol local, ya que los clubes tenenses como el Águilas, Aeropuerto y Malta Shungo hacían y/o hacen de locales en este escenario deportivo.
Acerca de competencias deportivas, este estadio acogió a nivel nacional, fue subsede de los XI Juegos Nacionales Macas 2008. Asimismo, este estadio es sede de distintos eventos deportivos a nivel local, así como también es escenario de varios eventos de tipo cultural, especialmente conciertos musicales (que también se realizan en el Coliseo Mayor de Deportes Tnte. Milton Herrera de Tena).